# Comtat de Puñonrostro
El comtat de Puñonrostro és un títol nobiliari espanyol amb grandesa d'Espanya de primera classe, concedit per la reina Joana I de Castella el 24 d'abril de 1523 a Juan Arias-Dávila y Ortiz.

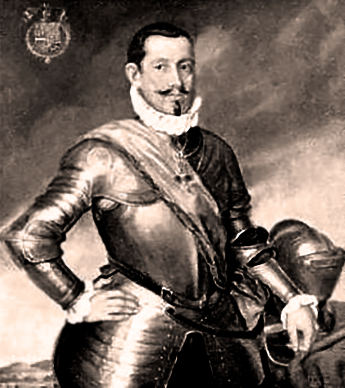
Francisco Arias de Bobadilla, IV comte de Puñonrostro.

La reina Joana I de Castella va concedir el títol de comtat de la vila de Puñonrostro per reial cèdula expedida a Valladolid el 24 d'abril de 1523 a favor de Juan Arias-Dávila y Ortiz, IV senyor de Puñonrostro, i també senyor dels llocs i estats de Villafranca, Villalba, Alcobendas, San Agustín, Torrejón de Velasco, Pozuelo, Palomera i Casasola, un noble que havia servit als Reis Catòlics, la reina Joana i després a l'emperador Carles V.

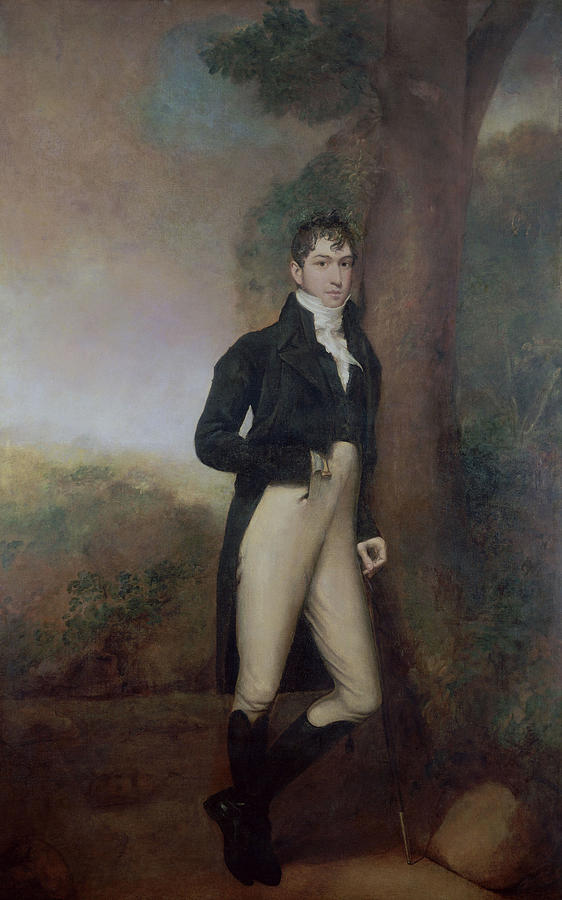
Retrat de Juan José Arias Dávila y Matheu, XII comte de Puñonrostro, de Francisco de Goya, s.XIX.

El 1726 se li va atorgar la Grandesa d'Espanya de primera classe a Gonzalo José Arias-Dávila y Coloma, que ostentava també els comtats d'Elda, d'Anna i de Casasola. A la mort de Francisco Javier Arias-Dávila y Centurión sense fills, el títol va passar al seu cosí segon, Juan Bautista Centurión. Tant aquest com la seva germana i successora, María Luisa Centurión, van morir sense fills. A partir d'aquest moment hi ha un litigi pel comtat entre diferents familiars i el Consell de Castella va declarar el 1802 que el títol passés a Juan José Matheu y Herrera, que en adoptar-lo va passar a ser anomenat Juan José Arias-Dávila y Matheu.
L'actual titular és Manuel Balmaseda Arias-Dávila-Manzanos, que el va obtenir per cessió de la seva mare el 2006.
|    |                                                   |           | Ref.               |
| -- | ------------------------------------------------- | --------- | ------------------ |
| 1  | Juan Arias-Dávila y Ortiz de Valdivieso           | 1523-1538 | [ 2 ]              |
| 2  | Juan Arias-Dávila y Portocarrero                  | 1538-1554 | [ 2 ]              |
| 3  | Pedro Arias-Dávila y Bobadilla                    | 1554-1574 |                    |
| 4  | Francisco Arias-Dávila y Bobadilla                | 1574-1610 | [ 7 ] [ 8 ]        |
| 5  | Gonzalo Arias-Dávila y Bobadilla                  | 1610-1661 | [ 7 ] [ 8 ]        |
| 6  | Juan Arias-Dávila y Pacheco                       | 1661-1726 | [ 9 ]              |
| 7  | Gonzalo José Arias-Dávila y Coloma                | 1726-1738 | [ 10 ]             |
| 8  | Diego Lucas Arias-Dávila y Croy                   | 1738-1751 | [ 11 ]             |
| 9  | Francisco Javier Arias-Dávila y Centurión         | 1751-1783 | [ 12 ]             |
| 10 | Juan Bautista Centurión y Velasco                 | 1783-1785 | [ 12 ]             |
| 11 | María Luisa Centurión y Velasco                   | 1785-1799 | [ 3 ] [ 4 ]        |
| 12 | Juan José Arias-Dávila y Matheu                   | 1802-1850 | [ 5 ] [ 2 ] [ 13 ] |
| 13 | Francisco Javier Arias-Dávila-Matheu y Carondelet | 1850-1890 | [ 5 ] [ 2 ] [ 13 ] |
| 14 | Ricardo Arias-Dávila y Matheu                     | 1890-1926 | [ 14 ]             |
| 15 | Manuel Arias-Dávila y Manzanos                    | 1926-1979 | [ 14 ]             |
| 16 | Enriqueta Arias-Dávila-Manzanos y Danvila         | 1979-2006 | [ 1 ] [ 6 ] [ 15 ] |
| 17 | Manuel Arias-Dávila y Balmaseda                   | 2006-Avui | [ 1 ] [ 6 ] [ 15 ] |